# Andronikos Asanes der Jüngere
Andronikos Asanes Palaiologos (mittelgriechisch Ἀνδρόνικος Ἀσάνης Παλαιολόγος; * um 1330; † nach 1356) war ein byzantinischer Aristokrat und Heerführer unter Kaiser Johannes VI. Kantakuzenos.

## Leben
Andronikos war ein Angehöriger des byzantinischen Zweiges der bulgarischen Herrscherfamilie Assen (griechisch Asanes). Seine Eltern waren der Despot Manuel Komnenos Raul Asanes und Anna Komnene Dukaina Palaiologina Asanina. Durch seinen gleichnamigen Großvater Andronikos Asanes war er ein Urenkel von Zar Iwan Assen III. (1279–1280) und Irene Palaiologina. Seine Tante Irene Asanina war seit 1320 die Ehefrau des späteren Kaisers Johannes VI. Kantakuzenos.
Andronikos war noch ein Kind, als sein Vater nach dem Ausbruch des Byzantinischen Bürgerkriegs 1342 von Johannes VI. als Strategos von Didymoticho eingesetzt wurde. Der Kaiser gab den Knaben in die Obhut seines Großvaters mütterlicherseits Theodoros Synadenos, der mit ihm in das von Zeloten beherrschte Thessaloniki zurückkehrte. Später lebte Andronikos wieder bei seinem Vater Manuel, der seit 1344 als Kephale (Gouverneur) des Westens in Bizye amtierte.
1351 nahm Andronikos im Rang eines Panhypersebastos am Zweiten Palamitischen Konzil in Konstantinopel teil. Wohl 1352 hielt er sich als Gefolgsmann des Matthaios Asanes Kantakuzenos in Adrianopel auf. Im byzantinischen Thronstreit kam er Johannes VI. im Dezember 1354 mit einem Heer aus Bizye zu Hilfe, ohne jedoch die Absetzung seines Onkels noch verhindern zu können. Matthaios, der von Thrakien aus den Kampf um den Kaiserthron gegen Johannes V. fortsetzte, beförderte seinen Cousin zum Sebastokrator. Was nach 1356 aus ihm wurde, ist unbekannt.